# NGC 5614
NGC 5614, del Nuevo Catálogo General es una galaxia situada en la constelación de Bootes o también Boötes. Es el miembro primario de la interacción de galaxias de Arp 178, un conjunto de galaxias en interacción con NCG 5613 y NGC 5615